# Балка Злодійка (притока Балки Баштанки)
Балка Злодійка — балка (річка) в Україні у Баштанському районі Миколаївської області. Права притока річки Балки Баштанки (басейн Чорного моря).

## Опис
Довжина балки приблизно 7,60 км, найкоротша відстань між витоком і гирлом — 6,93 км, коефіцієнт звивистості річки — 1,10. Формується декількома струмками та загатами. На деяких ділянках балка пересихає.

## Розташування
Бере початок на південно-західній стороні від села Шевченко. Тече переважно на південний захід понад селом Новогеоргіївка і впадає в Балку Баштанку, ліву притоку річки Інгулу.